# Süßes Mädel
„Süßes Mädel“ ist ein idealisierender Ausdruck für einen bestimmten Frauentypus des Wiener Fin de Siècle. Populär wurde es mit Arthur Schnitzlers erstem Bühnenerfolg, Liebelei (1895).

## Charakterisierung
Unter dem Begriff „süßes Mädel“ wurde in Wien um 1895 die (üblicherweise männliche) Fantasie von einem Frauentyp populär. Gemeint war damit eine junge Frau aus einfachem Stand aus der Wiener Vorstadt, die zu sexuellen Handlungen überredet werden konnte. Ihr Reiz läge in ihrer heiteren Natürlichkeit und lebensbejahenden Vitalität. Sie fungiert als Geliebte junger Männer aus gehobenem Stand, bevor sie sich eine standesgemäße Gattin nehmen, oder der älteren Männer aus derselben Gesellschaftsschicht, die sich bei ihr von ihrer Ehe erholen. Sie ist eine Gefangene ihres Milieus und trotz aller Zuneigung des jungen Herrn aus gutem Hause nur ein Spielzeug, mit dem er sich eine Weile vergnügt, das er aber dann, wenn es ernst wird, wieder weglegt.
Für das süße Mädel charakteristisch ist ein Ausbeutungsverhältnis, auf das die Frau aber mit einer Mischung aus Kleinbürgerlichkeit, Realitätssinn und Anständigkeit reagiert. Als austauschbares Liebesobjekt für Bürgersöhne kehrt sie nach Beendigung einer oder mehrerer dieser Liebesbeziehungen wieder „in die Vorstadt“ zurück.
Solche Beziehungen sind geprägt von sozialer und emotionaler Ambivalenz, beruhen jedoch durchaus auf Gegenseitigkeit: Die junge Frau hat dadurch Zugang zu gesellschaftlich weitaus höher stehenden Kreisen, wenngleich die Wahrscheinlichkeit einer Ehe äußerst gering ist. Geliebt wird das süße Mädel also in der Wiener Innenstadt, es lebt aber in der Vorstadt (den Außenbezirken wie Wieden, Josefstadt oder Mariahilf) oder „vor der Linie“ (dem Gürtel). 
Das süße Mädel stellt zugleich einen (lokal- und geschichts)spezifischen Gegentypus zur Femme fatale dar. Als Sozialcharakter wird sie insbesondere unterschieden von der Prostituierten einerseits und der standesgemäßen, aber sexuell unzugänglichen höheren Tochter andererseits und steht damit im Gegensatz zum „braven Mädchen aus gutem Hause“.

## Arthur Schnitzler
Sowohl im dramatischen wie auch im epischen Werk Arthur Schnitzlers findet sich das süße Mädel als gängiges künstlerisches Klischee der Wiener Moderne im Fin de siècle. Den Ausdruck verwendet er zum ersten Mal in der kleinen Szene Weihnachtseinkäufe, die zu Weihnachten 1891 in der Frankfurter Zeitung erschien. Dieser Frauentypus prägt dann seine frühen Stücke: Annie in Anatol (1893), Christine in Liebelei (1895) und explizit als „das süße Mädel“ im Reigen (1900); sowie in der Erzählung Kleine Komödie (1895).
Schnitzler hielt den Ausdruck selbst erstmals in seinem Tagebuch im September 1887 fest, als er Jeanette Heeger kennenlernte:

„Am 5. September verfolgte ich im Verein mit Kuwazl, mit dem ich manche Abende verbracht hatte ein junges Mädchen – Sie frappierte mich durch ihre Art und Weise zu reden und gefiel mir ausnehmend. Sie wurde zwei Tage darauf meine Geliebte und fesselt mich durch ihre überzeugende Sinnlichkeit, durch ihren Mutterwitz und manches andre. (…) Man kann sich kein angenehmeres Verhältnis denken – ein liebes süßes Mädel, das nichts verlangt als mich – das allerdings in ausgedehntestem Maße – die Soupers in einem einsamen Stadtrestaurant oder in meinem Zimmer – anfangs im Prater – es wird was hübsches zum Erinnern sein.“

In seiner (erst postum veröffentlichten) Autobiografie Jugend in Wien führt er es ebenfalls auf Heeger zurück:

„In der Rückerinnerung eines solchen Morgens war es, daß ich dieses Schmeichelwort vom süßen Mädel zum erstenmal in mein Tagebuch schrieb, ohne zu ahnen, daß es bestimmt war, einmal gewissermaßen literarisch zu werden. Und damals mag es wohl auch, zum mindesten meiner Empfindung nach, auf Jeanette nicht so übel gepaßt haben.“

Schnitzler kommt dort auch auf die Entdeckung dieses Typus als „Idee“ für sein literarisches Schaffen zu sprechen. Das erste süße Mädel will ihm (bereits Jahre vor Jeannette Heeger) im November 1881 begegnet sein, als es die namentliche Bezeichnung dafür noch gar nicht gab. Schnitzlers Definition im Tagebuch ist demnach eine Art literarischer Erstbeschreibung:

„Prototyp einer Wienerin, reizende Gestalt, geschaffen zum Tanzen, ein Mündchen, das mich in seinen Bewegungen an das Fännchens [Schnitzlers erster Jugendliebe Franziska Reich] erinnert (…) geschaffen zum Küssen – ein paar glänzende lebhafte Augen. Kleidung von einfachem Geschmack und dem gewissen Grisettentypus – der Gang hin und her wiegend – behend und unbefangen – die Stimme hell – die Sprache in natürlichem Dialekt vibrierend: was sie spricht – nur so, wie sie eben sprechen kann – ja muß, das heißt lebenslustig, mit einem leisen Anklang von Übereiligkeit. ‚Man ist nur einmal jung‘, meint sie mit einem halb gleichgültigen Achselzucken. – Da gibt’s nichts zu versäumen, denkt sie sich… Das ist Vernunft in die lichten Farben des Südens getaucht. Leichtsinnig mit einem abwehrenden Anflug von Sprödigkeit. Sie erzählt mit Ruhe von ihrem Liebhaber, mit dem sie vor wenigen Wochen gebrochen hat, erzählt lächelnd mit übermütigem Tone, wie sie nun so viele, die leicht mit ihr anzubinden gedenken, zum Narrn halte, was aber durchaus nichts Französisches, Leidenschaftlich-Dämonisches an sich hat, sondern heimlich humoristisch berührt, solange man nicht selber der Narr ist.“

In seinem Tagebuch vom 3. Dezember 1898 nennt er Marie Chlum/Glümer als das Vorbild.
In seiner Novelle Spiel im Morgengrauen beschreibt Schnitzlers ein ehemaliges süßes Mädel, das sich zu einer eiskalten Geschäftsfrau hochgearbeitet hat und nun ihren ehemaligen Liebhaber in den Selbstmord treibt. In dieser Spielergeschichte aus seinem Spätwerk gibt Schnitzler einem gealterten süßen Mädel also Gelegenheit zur Revanche. Der Leutnant, der sie einst wie eine Prostituierte behandelte, begegnet ihr jetzt als verschuldeter Spieler wieder, der in höchster Not auf die Hilfe seines Onkels hofft – der jetzt ihr Ehemann ist.
Der Bräutigam des süßen Mädels wird von Schnitzler in der Regel ohne jegliche Sympathie gezeichnet. Er ist eine eher unästhetische Erscheinung, dem der Glanz fehlt, „dem die Mädchen verfallen, wenn sie den noblen Verführer lieben“.
Bertold Heizmann macht auf die Übereinstimmung des literarischen Klischees bei Schnitzler mit den Überlegungen Freuds zu einem bestimmten Typus männlicher Objektwahl aufmerksam, der durch „die mehr oder minder stark ausgeprägte ‚Dirnenhaftigkeit‘ der Geliebten und die Absicht, sie zu ‚retten‘“ gekennzeichnet sei.

## Vorgängerfiguren
Schon bei Johann Nepomuk Nestroy treten Mädchen aus einfachen Verhältnissen mit ihren Liebhabern aus dem Bürgertum auf. In Das Mädel aus der Vorstadt oder Ehrlich währt am längsten wird ein solches Mädel von einem wohlhabenden jungen Mann zwar ehrlich geliebt, aber im selben Stück sollen einige junge Näherinnen auch als Zeitvertreib für reiche Herren herhalten. In Nestroys »Kampl oder Das Mädchen mit den Millionen und die Näherin« begehrt ein junger Herr ein Nähmädchen als Objekt seiner vorübergehenden Liebe und will es dafür auch bezahlen.
Auch in der Comédie-Vaudeville La Jolie Fille du Faubourg von Paul de Kock und Charles Varin sowie in Henri Murgers Scènes de la vie de bohème (La Bohème) treten solche Mädel auf.
Das süße Mädel ist eine Operette von Heinrich Reinhardt mit dem Libretto von Alexander Landesberg und Leo Stein.